# سنديان فليني

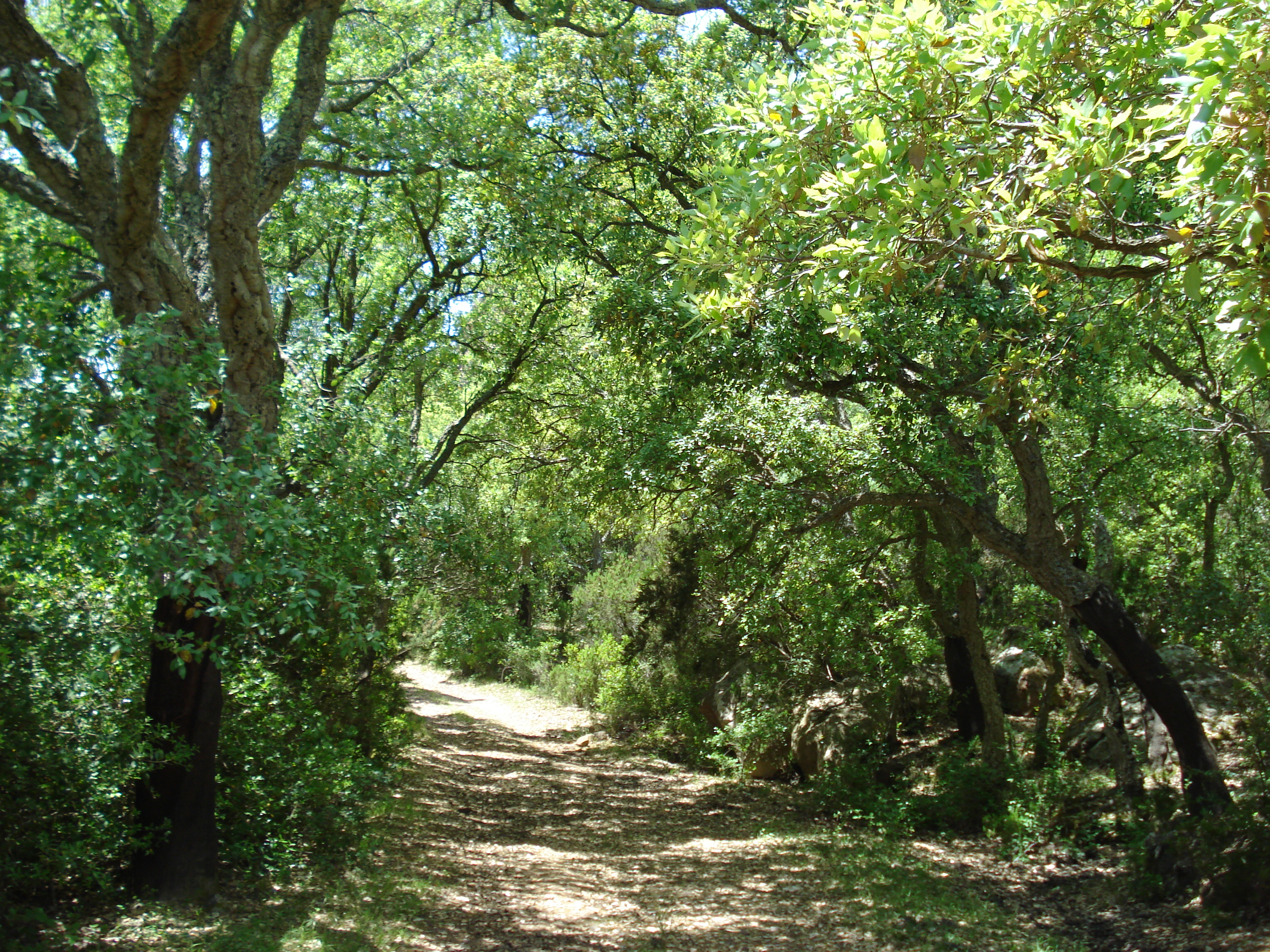
غابة بلوط الفلين بجبل سيدي محمد بالشمال الغربي التونسي

السنديان الفليني أو سنديان شُوبَر أو البَهْش أو بلوط الفلين (الاسم العلمي: Quercus suber) نوع نباتي شجري من جنس السنديان من الفصيلة الزانية. يستعمل لحاؤه في إنتاج مادة الفلين. تسمى في المغرب بالدلَم.

## الوصف النباتي
الشجرة متوسطة الارتفاع ( 10 – 15 مترا) و قد تعمر ما بين 300 و 500 سنة، ويكون جذعها وأغصانها مكسوة بقشرة تحتوي على شقوق سميكة جدا واسفنجية، لينة في البداية تتصلب بعد ثلاث سنوات من عمرها. الأوراق ذات شكل شبه بيضي أو ممتد وحواف مسننة وشائكة، لونها أخضر داكن، لماع على الوجه العلوي ورمادي على الوجه السفلي.
تكوّن هذه القشرة طبقة من الفلين لا يتم اقتطاعها إلا بعد ما يصل عمر الشجرة 25 سنة، بينما تتواصل عملية الجني دوريا كل 12 سنة. أما أوراق الشجرة فهي متقابلة، يابسة كالجلد، رقيقة وأحيانا ذات جنبات ملتوية، لون الأوراق أخضر داكن لامع. ثمار الشجرة أي البلوط بنية وممتدة، توجد داخل أكياس تغطيها نتوءات ولا تنتجها شجرة الفلين إلا عندما تبلغ 15 سنة من عمرها

## الموئل والانتشار
موطن هذا النوع جبال المغرب العربي والبلقان وجنوب غرب أوروبا.

## البيئة
تتواجد شجرة الفلين على ارتفاعات مختلفة من 0 إلى 1200 م فوق سطح البحر، وقد تصل أحيانا إلى 2200 متر كما هو الحال في جبال الأطلس في المغرب.

## الإستزراع
- تحتاج شجرة الفلين إلى عشر سنوات من أجل تكوين طبقة فلين واحدة.

يتأصل شجر بلوط الفلين من شمال أفريقيا، وهو يكثر حاليا ببلدان الحوض الغربي للبحر الأبيض المتوسط. و تبلغ المساحة الإجمالية لغابات بلوط الفلين 2.687.000 هآ، موزعة على سبعة بلدان هي:
- المغرب العربي:
- المغرب (16,4 بالمائة)،
- تونس (5,3 بالمائة من المساحة الإجمالية)،
- الجزائر (14 بالمائة)،
- جنوب أوروبا:
- إسبانيا (27 بالمائة)،
- إيطاليا (3,7 بالمائة)،
- البرتغال (32 بالمائة)،
- فرنسا (1,6 بالمائة).

## معرض الصور

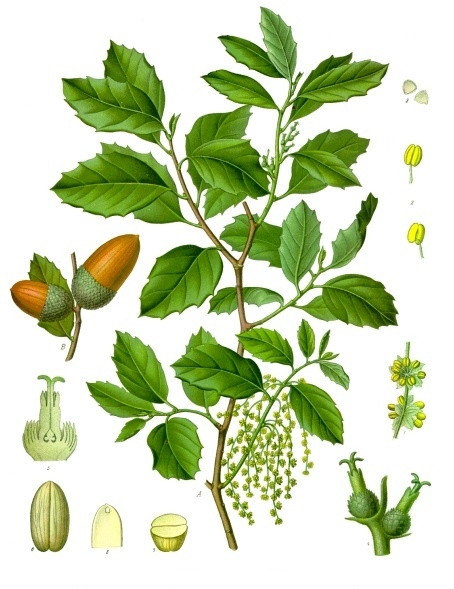
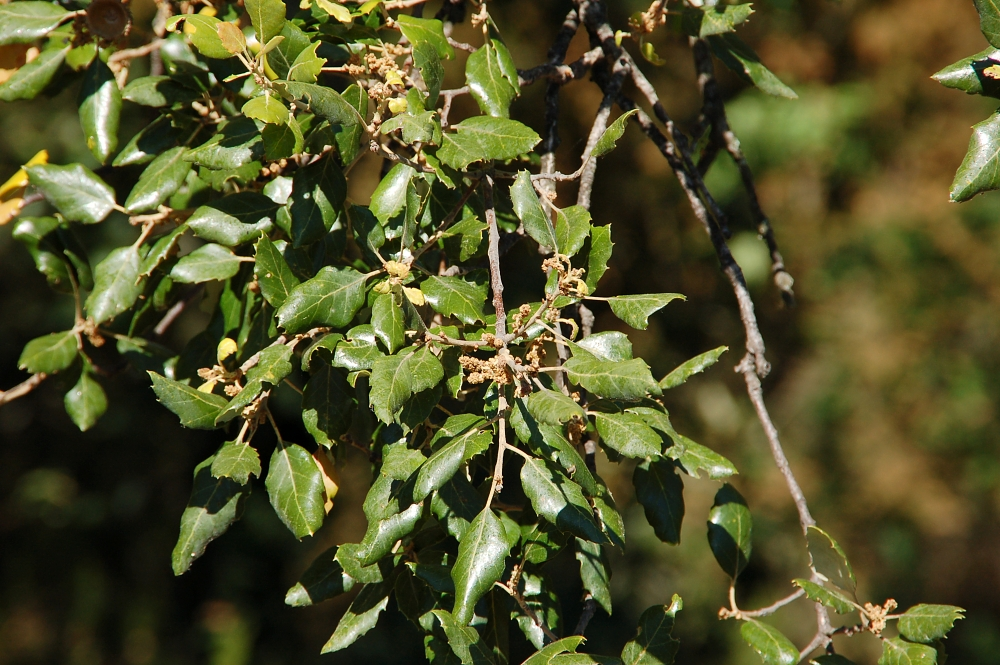
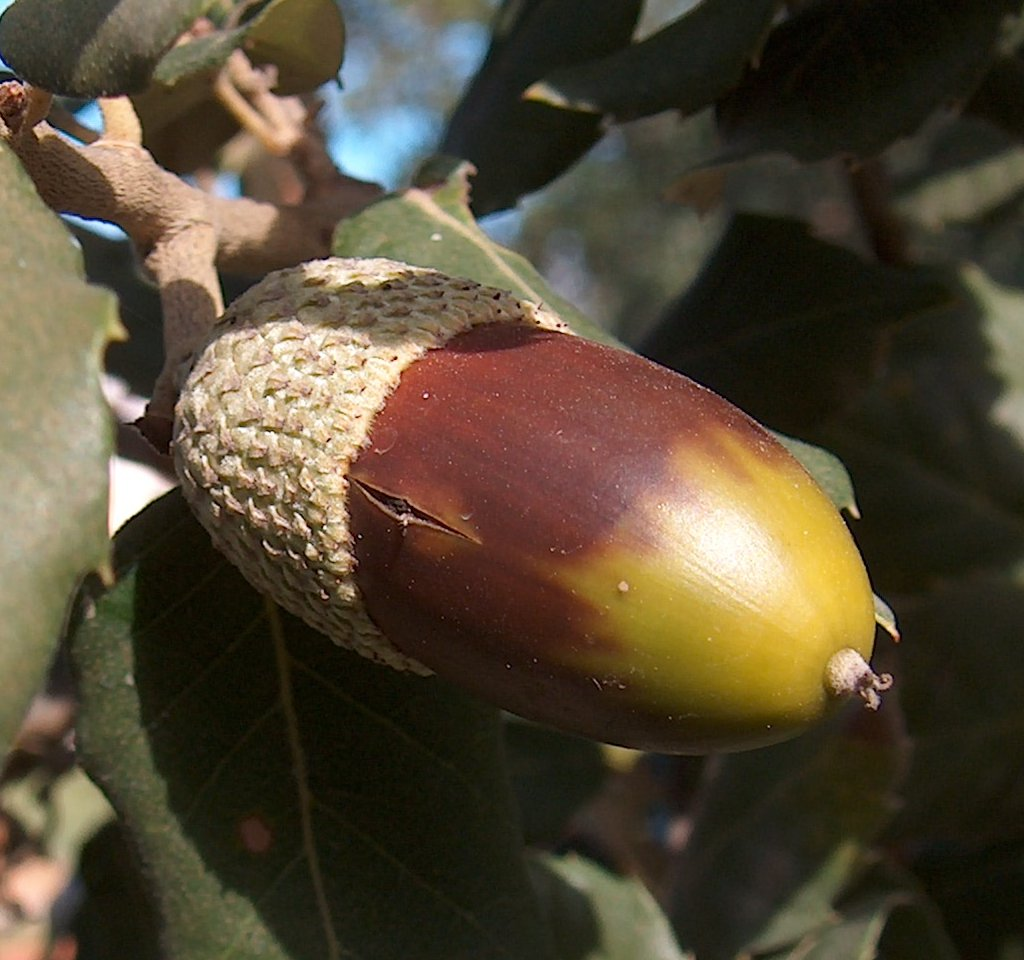
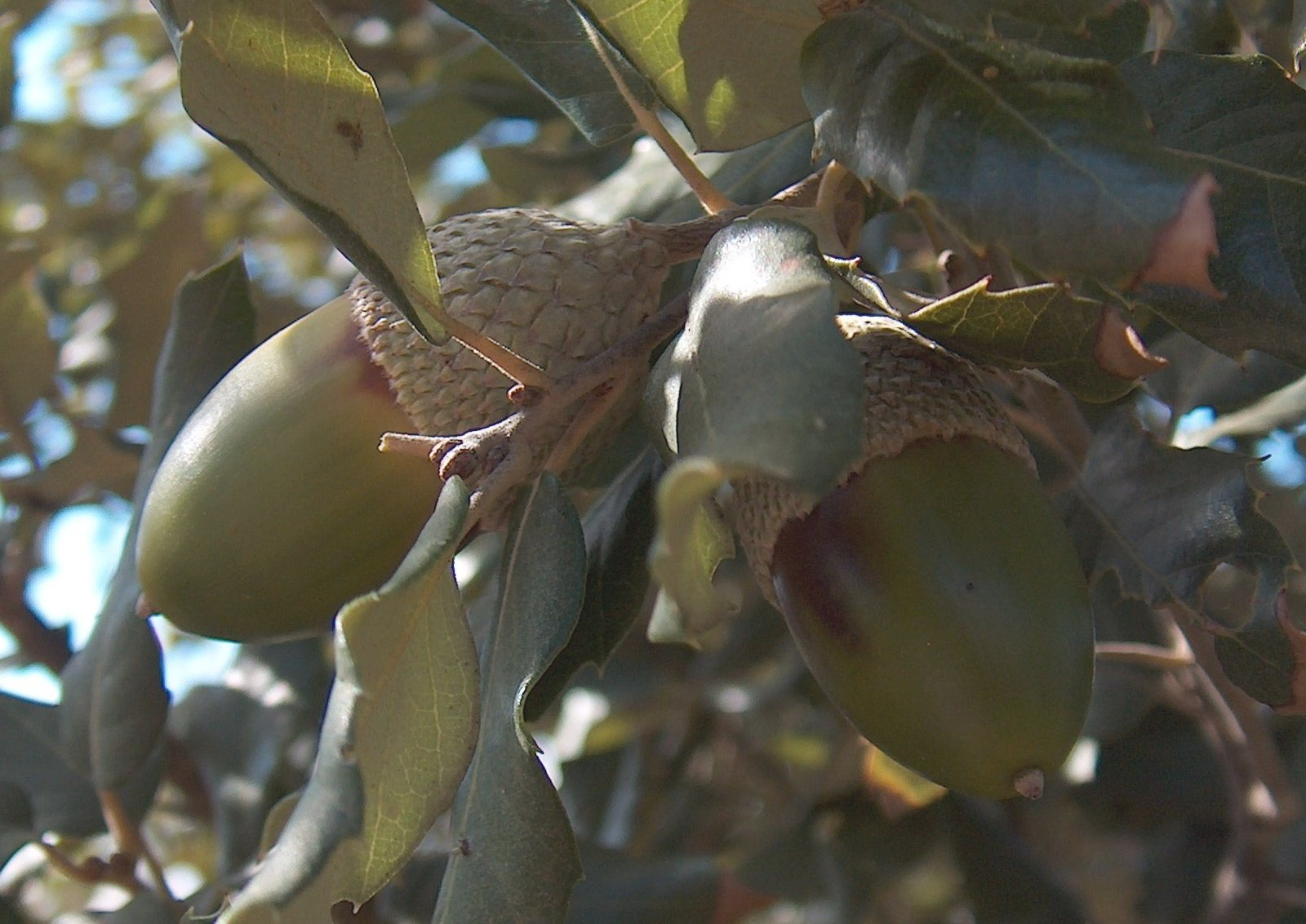
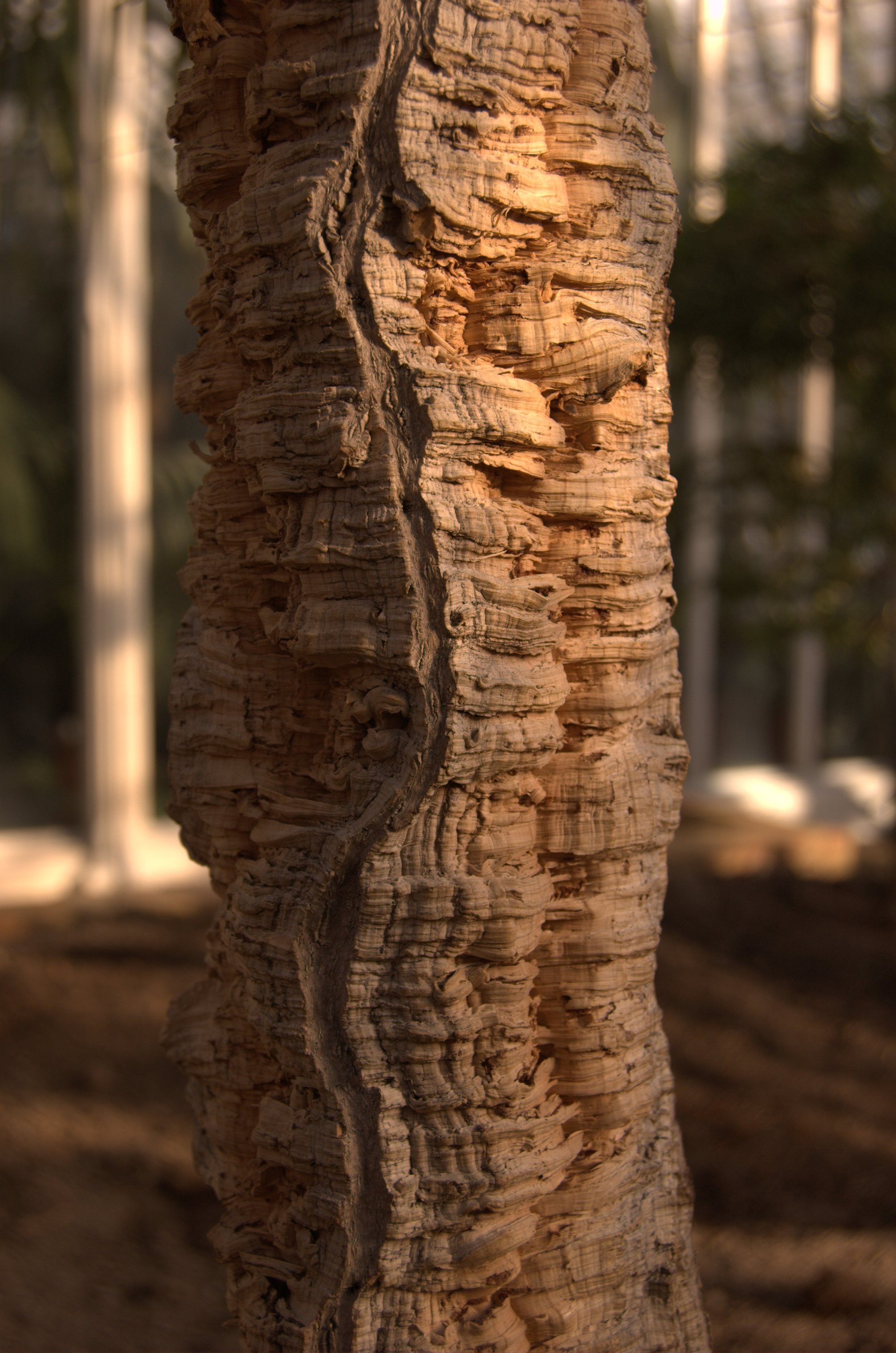
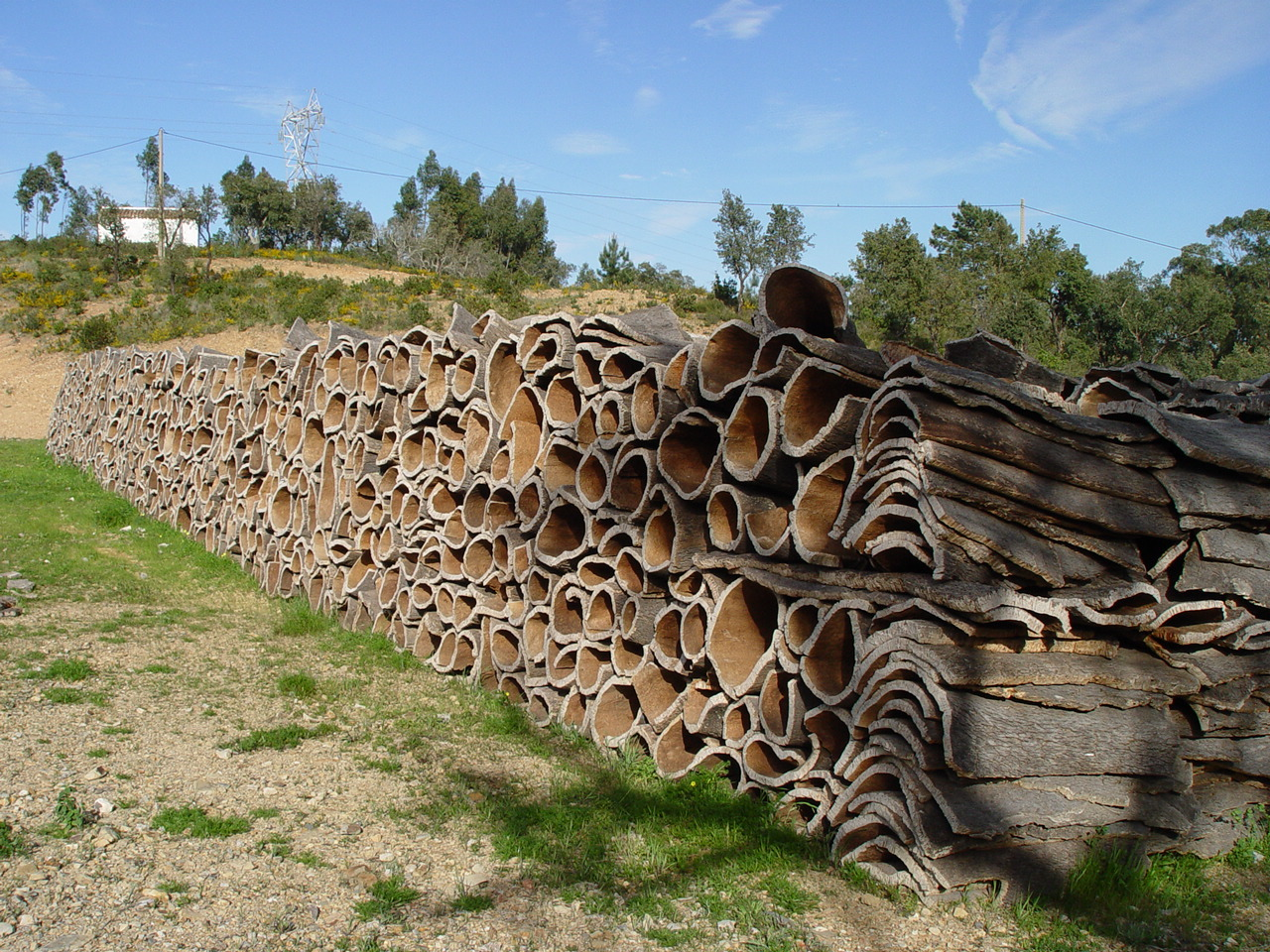
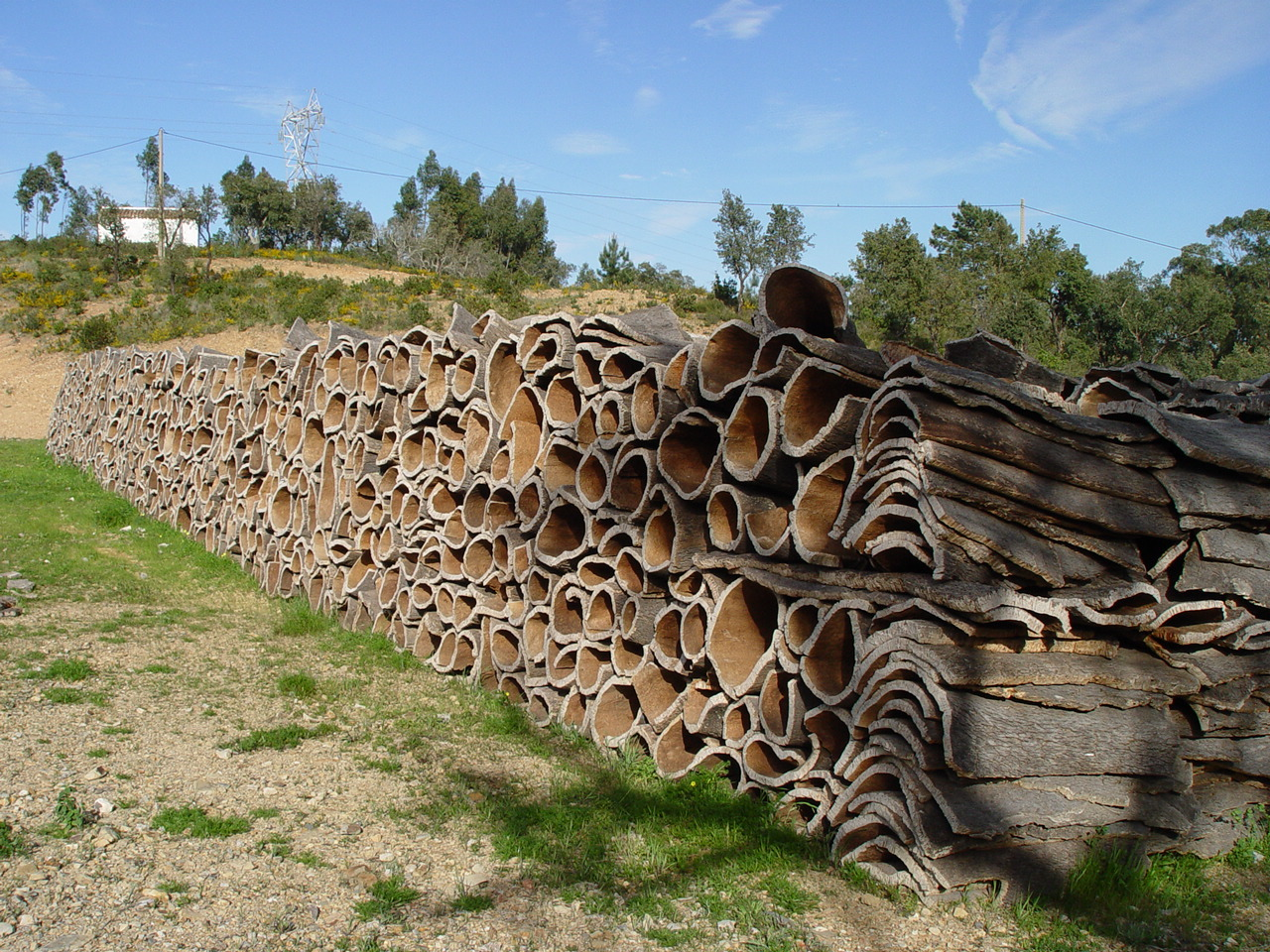